# Cantó de Narbona-Est

El cantó al departament de l'Aude

El cantó de Narbonne-Est és un cantó francès del departament de l'Aude, a la regió d'Occitània. Està inclòs al districte de Narbona, compta amb una part del municipi de Narbona.